# Escut de Sant Vicenç de Montalt
L'escut oficial de Sant Vicenç de Montalt té el següent blasonament:
Escut caironat: d'argent, un mont de sinople movent de la punta carregat d'un sautoret d'or i sobremuntat d'una mola de gules; el peu d'or, 4 pals de gules. Per timbre una corona mural de poble.

## Història
Va ser aprovat el 29 de gener de 1988 i publicat al DOGC el 24 de febrer del mateix any amb el número 957.
Armes parlants: s'hi veu el "mont alt". El sautor i la pedra de molí són els atributs de sant Vicenç, patró local. Els quatre pals recorden la jurisdicció reial sobre el poble (Sant Vicenç de Montalt va pertànyer al castell reial de Mata fins al segle xvi, en què va obtenir l'autonomia municipal).